# Виза зла
Виза зла (мкд. Виза на злото) је југословенски и македонски филм из 1959. године. Режирао га је Франце Штиглиц а сценарио је написао Славко Јаневски

## Улоге
| Глумац                | Улога                               |
| --------------------- | ----------------------------------- |
| Илија Џувалековски    | Калпак                              |
| Слободан Цица Перовић | Симон (као Слободан Перовиќ)        |
| Метка Оцвирк          | Лена                                |
| Ацо Јовановски        | Цветко                              |
| Предраг Дишљенковић   | (као П. Дисљенковиќ)                |
| Петар Прличко         | Печалбар повратник (као П. Прличко) |
| Дарко Дамевски        | (као Д. Дамевски)                   |
| Борис Анастасовски    | (као Б. Анастасовски)               |
| Драги Крстевски       | (као Д. Крстевски)                  |
| Ристе Стефановски     | (као Р. Стефановски)                |
| Борис Стефановски     | (као Б. Стефановски)                |
| Димитрие Бузаровски   | (као Д. Бузаревски)                 |
| Драган Стојнић        | Певач                               |

Комплетна филмска екипа  ▼
| Редитељ                   | Франце Штиглиц     |                                         |
| Сценариста                | Славко Јаневски    | (писац)                                 |
| Композитор                | Бојан Адамич       |                                         |
| Директор фотографије      | Бранко Михајловски |                                         |
| Монтажер                  | Јелена Бјењаш      |                                         |
| Монтажер                  | Војислав Бјењаш    | (као Вања Бјењаш)                       |
| Сценограф                 | Диме Сумка         |                                         |
| Одсек за шминку           | Ивица Бенчић       | шминкерка (као Ивица Бенциќ)            |
| Менаџер продукције        | Љубе Карађозовски  | директор филма                          |
| Помоћник режије           | Бранко Гапо        | помоћник редитеља (као Б. Гапо)         |
| Помоћник режије           | Димитре Османли    | помоћник редитеља (као Д. Османли)      |
| Одсек за звук             | Драгољуб Гојковић  | тон мајстор (као Драгољуб Гојковиќ)     |
| Одсек за звук             | Руди Омота         | тон мајстор                             |
| Одсек за камеру и расвету | Жарко Тушар        | сниматељ                                |
| Остала екипа              | Елса Џувалековска  | секретар режије (као Елза Џувалековска) |